# NGC 5869
NGC 5869 ist eine Linsenförmige Galaxie vom Hubble-Typ S0 im Sternbild Jungfrau und etwa 94 Millionen Lichtjahre von der Milchstraße entfernt. 
Sie wurde am 24. Februar 1786 von Wilhelm Herschel mit einem 18,7-Zoll-Spiegelteleskop entdeckt, der sie dabei mit „pB, S, iE, lbM“ beschrieb.